# 程理财
程理财（1962年—），湖北团风人，汉族，中华人民共和国政治人物、第十二届全国人民代表大会湖北地区代表。
毕业于华中科技大学建筑工程专业。加入中国共产党，担任湖北山河建设集团有限公司董事长。2008年起担任全国人大代表。2013年，担任全国人大代表。